# Det levande evangeliet
Det levande evangeliet (även Det stora evangeliet) är ett icke-återfunnet evangelium författat på 200-talet e.Kr. av den sedermera utdöda världsreligionens manikeismens grundare, profeten Mani från dåvarande Partien (idag Iran och delar av Irak). Evangeliet har en synkretistisk och en stark gnostisk prägel. Det skrevs ursprungligen på syriska (syriska: ܐܘܢܓܠܝܘܢ) och kallas Evangelion från grekiskans Ευαγγελιον, och är en av manikeismens sju ursprungliga skrifter som Mani själv gav helig status (kanon). Delar av manuskriptet återfanns i Turfan i västra Kina 1904, dessutom upptäcktes ett antal fragment 1969 och finns bevarade i Köln (Cologne Mani-Codex). Några koptiska manuskriptfragment som hittats i Fayyum i Egypten verkar innehålla en slags kommentar till eller en predikan utifrån evangeliet.

## Bakgrund
Mani (216-277, avrättad) utvecklade sitt synkretistiska religiösa system i skrifter som han förklarade som heliga. Vi känner idag till titlarna på de sju böcker som utgjorde själva kanon, de officiella heliga skrifterna, samt på två ytterligare verk som kan vara författade av Mani. Manikeismen var markant synkretistisk, en sammanjämkning av kristendom, zoroastrism och buddhism. Den gjorde anspråk på att vara en universell religion och manikéerna var därför ivriga missionärer.
Under många århundraden var manikeismen en betydande och spridd religion som konkurrerade med kristendomen och slutligen förlorade kampen. Långtgående ansträngningar gjordes sedan av den kristna kyrkan, den sena, sasanidiska zoroastrismen och i viss mån även av islam för att utrota den dualistiska, gnostiska manikeismen från mänsklighetens historia. De troende förföljdes och dödades och de manikeistiska skrifterna brändes, och för det mesta var dessa insatser framgångsrika. Religionsvetare och specialintresserade personer har emellertid kunnat rekonstruera delar av texterna utifrån de fynd som gjorts och motståndarnas bevarade polemik mot manikeismen, och texterna har översatts till engelska och andra språk och publicerats. Inga moderna publikationer innehåller dock hela evangeliet.
Kephalaia kallas den samling av religiösa förelägganden av Mani som återfanns i en koptisk version från 400-talet i Fayyum i Egypten år 1929. Kephalaia är den mest kompletta text som överlevt.
Innan textfynden i Turfan, Dunhuang och Fayyum kände man till Manis böcker enbart från citat av hans motståndare, till exempel Augustinus (Augustinus var maniké innan han blev kristen) och al-Biruni (973-1048). Stora delar av fynden är fortfarande oöversatta och opublicerade. I slutet av 1980-talet och 1991 rapporterades nya fynd dels i Baizikelike öster om Turpan i Kina, dels i Dakhleh-oasen i Egypten. Dessa texter innehåller främst kosmologiska, antropogoniska (om människans och världens ursprung) och eskatologiska spekulationer samt en stor mängd hymner.

## Evangeliet
Al-Biruni, född 973 i det som idag är Turkmenistan, och som fortfarande hade tillgång till hela texten, kommenterade att Det levande evangeliet var ett "evangelium av ett speciellt slag", till skillnad från alla de kristna evangelier som då fortfarande var i omlopp. Han noterade även att manikéerna insisterade på att deras var den enda sanna evangeliet, och att de olika kristna evangelierna – som varierade från strikt historiska till vilt spekulerande gnostiska och/eller dualistiska – hade förvrängt sanningen om Messias.
Det finns en tendens bland religionsvetare, historiker och andra akademiker och sakkunniga att se Manis Levande evangelium som ekvivalent med ett annat av hans verk, känt som Ertenk eller Ardahang (efter fornpersiskans Artha-thanha "budskapet om sanningen"). Den icke-kanoniserade boken Ardhang var i själva verket en bildbok som skulle hjälpa läsarens att förstå Manis kosmologi. Photius (810-893), patriark av Konstantinopel, hävdar i sin betraktelse över texten att den till viss del innehåller en förvrängning av Jesus handlingar, medan den samtida lärde munken Petrus Siculus insisterar på att den inte innehöll något förfalskat material.
Det är känt att evangeliet hade 22 delar, vardera märkt med en bokstav från det arameiska alfabetet. Kombinationen av två textfragment från Turfan tillåter en rekonstruktion av första delen av texten (alaph). Avsnittet behandlar naturen hos "Konungen av Ljusets värld" som bor i "världens navel", men som också är närvarande på hela sin jord – utvändigt såväl som invändigt. Det finns inga begränsningar för Ljusets konung, utom där hans jord ockuperas av hans fiende, "Mörkrets konung". Schneemelcher antyder försiktigt att texten kan ha utformats som ett evangelium av gnostisk typ, kanske med avsikten att kunna kommentera eller ersätta det kristna evangeliet. Det råder dock osäkerhet om vilka delar som skrivits av Mani personligen och vad som författats av hans lärjungar.
De åtta heliga texter som anses ha författats av Mani personligen, och som han refererar till i Kephalaia och som inte återfunnits, har i vår tid getts de engelska namnen:
- Great Gospel
- Treasure of the Life (Book of Vivification)
- The Treatise
- The One of the Mysteries (Book of Mysteries)
- The Writing (The Book of Giants)
- Epistles;
- Psalms
- Prayers [5][6][12][13]